# Febre de la cabanya
La febre de la cabanya és la irritabilitat claustrofòbica o inquietud que s'experimenta quan una persona, o un grup, està atrapat en un lloc aïllat o en espais confinats durant un temps prolongat. Una persona es pot anomenar boja, derivada de l'ús abusat d'un espai "opressiu".
Una persona pot experimentar febre de cabanya en una situació com ara estar aïllada dins d'una casa de vacances al camp, passar llargs períodes sota l'aigua en un submarí o estar aïllada de la civilització, com ara durant una pandèmia o sota la llei marcial. Durant la febre de la cabanya, una persona pot experimentar somnolència o insomni, desconfiar de qualsevol persona amb qui estigui o tenir ganes de sortir fins i tot en condicions adverses, com ara mal temps o visibilitat limitada. El concepte també s'invoca amb humor per indicar un simple avorriment per estar sol a casa durant un període prolongat.
La febre de cabanya no és en si mateixa una malaltia i no hi ha pronòstic. Tanmateix, els símptomes relacionats poden portar el malalt a prendre decisions irracionals que podrien amenaçar la seva vida o la del grup amb el qual es troba confinat. Alguns exemples serien el suïcidi o la paranoia, o abandonar la seguretat d'una cabana durant una terrible tempesta de neu en la qual es pot quedar atrapat.

## Teràpia
Una teràpia per a la febre de la cabanya és tan senzill com sortir i interactuar directament amb la natura. La investigació ha demostrat que fins i tot les interaccions breus amb la natura poden promoure la millora del funcionament cognitiu, donar suport a un estat d'ànim positiu i al benestar general. Escapar del confinament de l'interior i canviar el paisatge i l'entorn pot ajudar fàcilment a una persona que pateix la febre de la cabanya a superar la seva mania. Sortir a l'exterior per experimentar l'obertura del món estimularà el cervell i el cos prou per a eliminar els sentiments de claustrofòbia intensa, paranoia i inquietud associades a la febre de la cabanya.
Hi ha poques evidències que els que pateixen la febre de la cabanya vegin terapeutes o assessors per rebre tractament; la majoria de les persones que pateixen simplement discuteixen els seus símptomes amb la família o els amics com una manera d'afrontar els sentiments de solitud i avorriment. No obstant això, hi ha casos de "febre de cabanya" que es diagnostiquen com a depressió de mig hivern, o trastorn afectiu estacional (TAS).

## En la cultura popular
El concepte de febre de cabanya es va utilitzar com a tema a la novel·la de 1866 de Fiódor Dostoievski Crim i càstig, la pel·lícula de Chaplin de 1925 La quimera de l'or, la novel·la de 1948 de Stefan Zweig Novel·la d'escacs, la pel·lícula de terror de 1980 The Shining i l'episodi "La muntanya de la bogeria" dels Simpson. A la pel·lícula de 1996 Muppet Treasure Island, la tripulació de l'Hispaniola canta un número de producció musical sobre sucumbir a la febre de la cabanya. La pel·lícula de terror psicològic del 2019 The Lighthouse narra la història de dos faroners que comencen a perdre el seny quan una tempesta els manté reclosos a l'illa remota on estan estacionats. El programa de televisió Mythbusters va fer que Adam i Jamie simulessin un escenari de febre de la cabanya. Els amfitrions van concloure que el mite de la febre de la cabanya era plausible, ja que els amfitrions van desenvolupar alguns símptomes psicològics comunament associats amb la febre de la cabanya.